# Rapunzelsyndrom

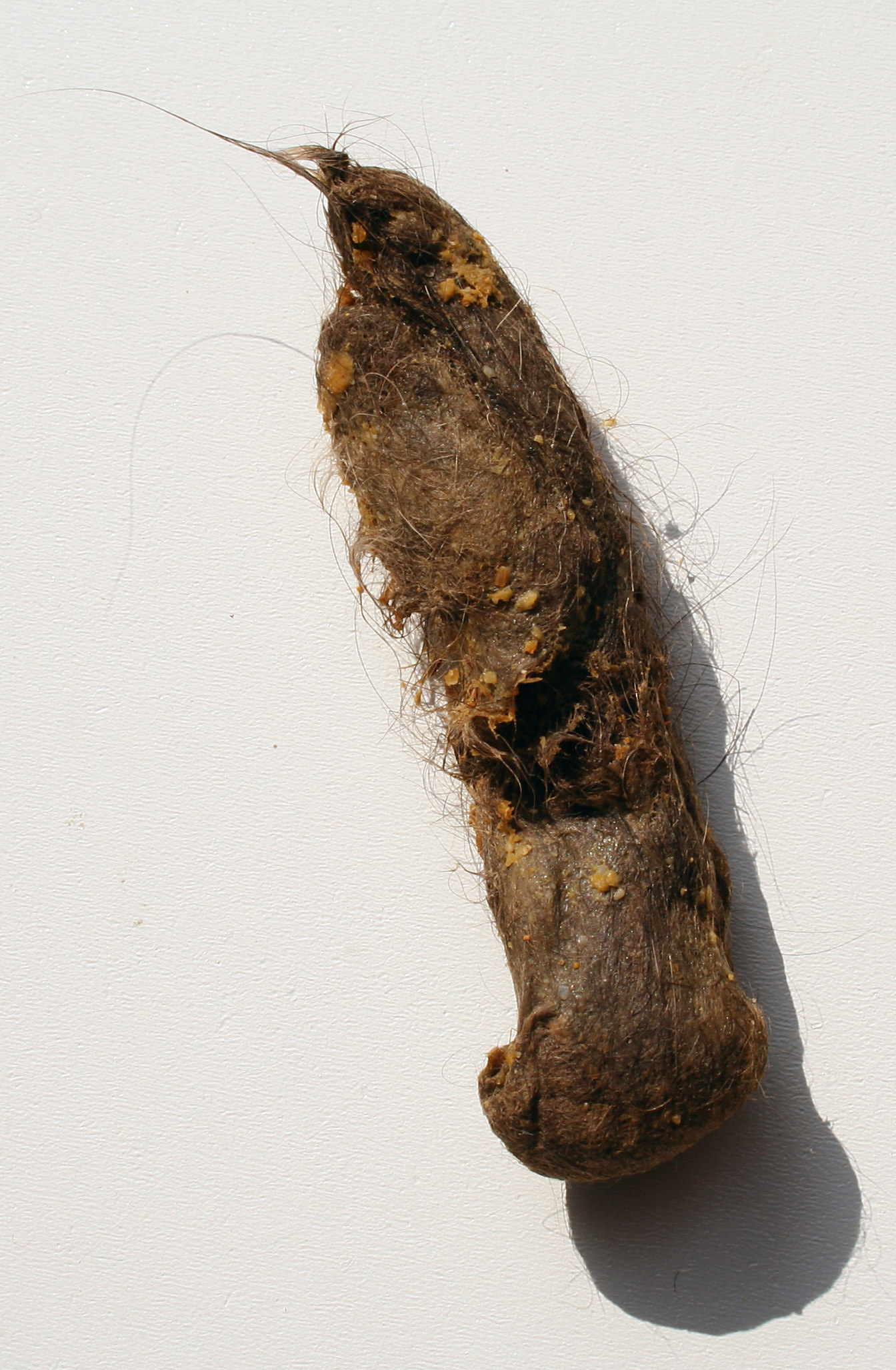
Ein länglicher Bezoar (10 cm) von einer Maine-Coon-Katze

Beim Rapunzelsyndrom – benannt nach dem Märchen Rapunzel der Brüder Grimm – handelt es sich um ein in der medizinischen Literatur äußerst selten beschriebenes Syndrom, verursacht dadurch, dass eine Person (ihre eigenen) Haare isst. Da Haare unverdaulich sind, können diese sich im Magen ansammeln. Die Erstbeschreibung erfolgte durch Vaughan im Jahr 1968. Bis zum Jahre 1999 wurden weltweit elf Fälle beschrieben. Das Syndrom findet sich hauptsächlich bei jüngeren Mädchen mit Trichophagie, deren psychodynamischer Hintergrund häufig Ausdruck einer frühkindlichen Deprivation mit hoher Komorbidität zu schwerwiegenden kinderpsychiatrischen Erkrankungen ist.
Die Symptome des Syndroms sind unspezifisch und können andere gastrointestinale Erkrankungen vortäuschen: verschieblicher Tumor im Oberbauch, Gewichtsverlust, Alopezie. Sie werden durch einen Trichobezoar (Haarknäuel) des Magens ausgelöst, das mit „zopfartiger“ Ausdehnung bis in den Dünndarm, im Extremfall bis in den Dickdarm reichen kann. Als Komplikationen mit tödlichem Ausgang können Magenperforation, Darmverschluss oder Wandnekrosen des Dünndarms auftreten.
Die Therapie erfolgt durch operative Entfernung (Gastrotomie) des Trichobezoars.
90 % der Trichobezoare werden bei Mädchen, die jünger als 20 Jahre sind, gefunden, bei denen in der Regel eine Trichotillomanie besteht. Da die Trichophagie weitaus häufiger als die Bildung eines Trichobezoars vorkommt, sind die Gründe für dessen Entstehen weitgehend unbekannt. Neben der Menge und Länge der verschluckten Haare dürfte auch eine Veränderung der Schleimhautkrypten des Magens beziehungsweise deren Sekrete von entscheidender Bedeutung sein.